# Visions in Blue
"Visions in Blue" är den brittiska New romanticgruppen Ultravox's tredje singel från albumet Quartet. Den låg sex veckor på englandslistan, och nådde som bäst en femtonde plats i mars 1983. Sången skrevs av bandmedlemmarna (Midge Ure, Chris Cross, Warren Cann och Billy Currie).

## Låtlista

### 7" versionen
1. "Visions in Blue" - 4:13
2. "Break Your Back" - 3:31

### 12" versionen
1. "Visions in Blue" - 4:38
2. "Break Your Back" - 3:31
3. "Reap the Wild Wind (Live)" - 3:53